# Layla (De Kreuners)
Layla is een Nederlandstalige single van de Belgische band De Kreuners uit 1982. Het nummer gaat over Walter Grootaers' dochter die op haar beurt naar de Derek and the Dominos hit Layla vernoemd is. Het lied is echter géén cover van het door Eric Clapton geschreven nummer.
De  B-kant van de single was het liedje Andere Kant van de Lijn.
Het nummer verscheen op het album Er Sterft een Beer in de Taïga uit 1982.

## Meewerkende artiesten
- Producer:
  - Jean-Marie Aerts
- Muzikanten:
  - Erik Wauters (gitaar)
  - Luc Imants (gitaar)
  - Patrick Van Herck (drums)
  - Sabah (backing vocals)
  - Walter Grootaers (zang)
  - Werner Pensaert (keyboards)